# Carex minutissima
Carex minutissima är en halvgräsart som beskrevs av Manuel Barros. Carex minutissima ingår i släktet starrar, och familjen halvgräs. Inga underarter finns listade i Catalogue of Life.